# Saint-Georges (metrostation)
Saint-Georges is een station van de metro in Parijs langs metrolijn 12 in het 9de arrondissement. Het station is genoemd naar het erboven gelegen pleintje. Het station ligt in een erg nauwe boog, en omdat het plein zo klein is heeft men de toegang moeten bouwen in de tuin van een van de gebouwen aan het plein. Het is een van de weinige ondergrondse metrostations waar men én daglicht kan zien én de treinen op de perrons kan zien langskomen.
Mairie d'Aubervilliers · Aimé Césaire · Front Populaire · Porte de la Chapelle · Marx Dormoy · Marcadet - Poissonniers · Jules Joffrin · Lamarck - Caulaincourt · Abbesses (metrostation) · Pigalle · Saint-Georges · Notre-Dame-de-Lorette · Trinité - d'Estienne d'Orves · Saint-Lazare · Madeleine · Concorde · Assemblée nationale · Solférino · Rue du Bac · Sèvres - Babylone · Rennes · Notre-Dame-des-Champs · Montparnasse - Bienvenüe · Falguière · Pasteur · Volontaires · Vaugirard · Convention · Porte de Versailles · Corentin Celton · Mairie d'Issy